# 丹尼尔·巴歇尔·沃纳
丹尼尔·巴歇尔·沃纳（英語：Daniel Bashiel Warner，1815年4月19日—1880年12月1日）是一名利比里亚政治人物，曾于1864年至1868年担任利比里亚总统。

## 生平
利比里亚国歌《为利比里亚欢呼！》歌词作者。1815年生于美国马里兰州。1823年随父母移居利比里亚并定居蒙罗维亚。1847年被选入利比里亚众议院。1848年在众议院第一次全体会议上被选为第一任议长。1854年至1856年担任利比里亚国务卿，1860年至1864年担任史蒂芬·艾伦·本森的副总统。
1863年以共和党总统候选人竞选总统获胜。1864年至1868年任利比里亚总统。1865年，利比里亚通过《进口港口法》，对外国商船的商业交易作出规范。在总统任期内，沃纳提倡民族团结，还促成了本杰明·安德森的内地探险。
1878~1880年任安东尼·加迪纳总统的副总统。
1880年12月在蒙罗维亚去世。